# 취리히 오페라 하우스
취리히 오페라 하우스(독일어: Opernhaus Zürich 오펀하우스 취리히[*])는 스위스 취리히에 있는 오페라 하우스이다. 젝세로이텐 광장에 위치한 이곳은 1891년부터 취리히 오페라의 본거지였으며, 베른하르트 극장도 있다. 취리히 발레단의 본고장이기도 하다.

## 역사
취리히 최초의 영구 극장인 악티엔 극장(Aktientheater)은 1834년에 지어졌으며, 독일에서 망명한 리하르트 바그너의 활동의 초점이 되었다.
악티엔 극장는 1890년에 전소되었다. 새로운 취리히 시립극장(Stadttheater Zürich)은 비엔나 건축가 펠너 & 헬머에 의해 지어졌다.
불과 16개월 만에 지어진 이 오페라 하우스는 1891년에 문을 열었고, 유럽에서 최초로 전기 조명을 갖춘 오페라 하우스가 되었다.
1925년까지 연극, 오페라 및 뮤지컬 행사를 위한 도시의 주요 공연 공간이었으며, 이후 오페라 하우스 취리히로 이름이 바뀌고 연극을 위한 별도의 극장이 건립되었다. 현재의 인접 건물은 1984년 12월 27/28일에 샨첸그라벤 근처의 카우프하우스 건물에서 3년간의 전환 끝에 문을 열었다.
1970년대까지 오페라 하우스는 대대적인 개조가 필요했다. 일부 사람들은 복원할 가치가 없다고 생각했을 때 그 부지에 새로운 극장이 제안되었다. 그러나 1982년과 1984년 사이에 재건이 이루어졌지만, 거리 폭동으로 표현된 지역의 큰 반대가 없었다. 재건된 극장은 바그너의 뉘른베르크의 명가수와 루돌프 켈테르보른의 안톤 체호프 오페라 체리 가든(Der Kirschgarten)의 세계 초연과 함께 개관했다.
복원된 극장은 베버, 바그너, 모차르트의 흉상으로 장식된 흰색과 회색 석재의 신고전주의 양식의 파사드가 있는 화려한 건물이다. 또한 쉴러, 세익스피어 및 괴테의 흉상도 찾을 수 있다. 강당은 네오 로코코 양식으로 지어졌으며 약 1,200명을 수용할 수 있다. 보수 기간 동안 시야 문제가 적절하게 해결되지 않았다. 그 결과, 극장은 무대의 시야가 제한되거나 아예 보이지 않는 좌석의 수가 많다. 이것은 역사적인 오페라 하우스의 광경이 일반적으로 시간이 지남에 따라 향상 된 국제 비교에서 이례적인 일이다.
기업 기록 보관소와 역사적 도서관 소장품은 취리히 교회 예배당(Predigerkirche)의 음악 부서에서 보관한다.
오페라 하우스는 또한 필하모니아 오케스트라의 콘서트, 마티네, 가곡의 밤, 어린이를 위한 이벤트를 개최한다. 취리히 오페라 무도회는 매년 3월에 개최되며 대개 유명 인사들이 참석한다.

## 오페라 스튜디어
취리히 오페라 하우스는 젊은 가수와 피아니스트를 위한 교육 프로그램인 국제 오페라 스튜디오(Internationales Opernstudio IOS)의 본거지이기도 하다. 스튜디오는 1961년에 만들어졌으며, 현재 브리지트 파스밴더, 헤드비크 파스벤더, 안드레아스 호모키, 로즈마리 조슈아, 아드리안 켈리, 파비오 루이지, 제스케 마인센, 안 머레이, 아이탄 페슨 또는 에디트 빈스와 같은 가르치는 유명 예술가들이 있다.

## 1980년 청년 시위
오페라에 대한 높은 보조금과 취리히의 청소년을 위한 문화 프로그램의 부족에 대한 응답으로 1980년 5월에 대규모 시위가 열렸다. 이 시위는 1981년 스위스의 동명의 다큐멘터리 영화에서 기록되었듯이 “취리히가 불타고 있다”는 것을 의미하는 “취리히 불타다”라는 오페라하우스 폭동(Opernhauskrawalle) 청년 시위로 알려지게 되었다.

## 자금조달
오펀하우스 취리히 AG는 스위스 법에 따라 주식 유한회사로 조직되어 있으며, 1995년부터 주요 자금을 제공하고 있는 취리히주의 권한으로 음악 극장과 발레를 운영하고 있다. 스위스 은행들, UBS 및 크레디트 스위스는 오페른하우스 취리히 AG의 파트너이다.